# دارك سيكتور
دارك سيكتور (بالإنجليزية: Dark Sector)، هي لعبة فيديو من نوع تصويب منظور الشخص الثالث، طورت من طرف ديجيتال إكستريمس، ونشرت من طرف شركتي دي3 بوبليشر وأسباير، صدرت اللعبة في مارس 2008 على منصات بلاي ستيشن 3، إكس بوكس 360، وفي عام 2009 على نظام مايكروسوفت ويندوز.

## اللعب
أسلوب اللعب يكمن حول استخدام Glaive، وهو سلاح رمي ثلاثي الشفرات يشبه ذراع الرافعة الذي يعود إلى هايدن بعد كل رمية. يمكنك استخدام Glaive للقتال لمسافات طويلة وحل الألغاز البيئية والتقاط العناصر داخل اللعبة. عندما تكون على مقربة من العدو، قد تظهر إجراءات حساسة للسياق، مما يسمح لك بإعدام الأعداء باستخدام "Finishers". يتمسك الأعداء بهايدن أثناء الهجوم، ويجب عليك الضغط بسرعة على زر حتى يتم الضغط عليه بشكل عشوائي للتحرر.

## الحبكة
بطل اللعبة هو هايدن تينو، عميل وكالة المخابرات المركزية متناقض، لديه تسكين خلقي، مما يجعله غير قادر على الشعور بالألم. يسانده يارغو ميسنيك، وهو عالم ووكيل نائم يعرف أصل فيروس تكنوسيت. تدور قصة اللعبة في لاسريا، وهي دولة تابعة خيالية على الحدود مع الاتحاد السوفيتي. في المقدمة التي تدور أحداثها بالقرب من نهاية الحرب الباردة، اكتشف اللاسريون غواصة أمريكية قبالة الساحل. بعد فتحه، تتفكك عدوى غامضة تسمى "الخلايا التكنوسيتية".